# NH농우바이오
NH농우바이오의 전신은 1981년 세워진 농우종묘사이다. 1990년 회사 형태를 법인으로 바꾸고 이름을 농우종묘주식회사로 변경했다. 1993년 육종연구소를 세웠다. 2000년 회사 이름을 주식회사 농우바이오로 바꿨다. 2002년 주식을 코스닥시장에 등록했다. 2004년 종자 발아용 내부포장재 및 종자 포장방법에 대해 특허를 획득한바 있으며, 2010년 농우바이오는 농업회사법인으로 회사 형태를 바꾸면서 사명을 농업회사법인 주식회사 농우바이오로 바꿨다.

## 주력 사업
창업주는 고희선이며 농우바이오의 주력 사업은 종자와 원예용 상토(床土), 비료다. 상토는 화분에 쓰는 똥흙을 말한다. 종자사업 분야와 관련하여, 국내에는 여주와 밀양 2곳의 육종연구소에서 품종을 개발하고 있으며, 해외에서는 미국, 인도, 인도네시아, 중국(북경, 광동, 하북) 현지에 R&ADHD센터(육종연구소)를 운영함으로써 세계 각국에 적합한 신품종 종자를 연구 개발하고 있다.

## 계열사
계열사로는 인터넷 식품전문몰(푸드마트)을 운영하는 이농우(옛 농우그린텍)와 농업회사법인(주)피피에스, 해외법인인 북경세농종묘유한공사, 북경세농국제무역유한공사, P.T코리아나 인도네시아, 농우씨드 아메리카, 농우씨드 인디아 등이 있었으나, 농우바이오는 상속세 부담으로 농협에 매각되면서 상당수 계열사는 유족소유로 남아 그룹이 분리되었다. 그의 막내이자 외아들 고준호는 나머지 계열사를 모아 고희선그룹을 창립하였다.
국내시장 점유율 1위 종자회사인 농우바이오는 대한민국을 대표하는 종자기업으로 종자수출 확대를 위해 국내는 물론 중국·미국·인도네시아·인도에 현지법인과 연구소를 설립해 다국적 기업의 면모를 갖춰 왔으며, 지난 1995년 50만달러 수출을 시작으로 종자수출 확대에 노력해 온 결과, 2011년 종자수출 1,360만달러를 달성해 제48회 무역의 날에 ‘1,000만달러 수출탑’을 수상했다. 농우바이오의 수출액은 2011년 채소종자 전체 수출액의 절반 수준에 해당된다. 농우바이오는 종자 수출을 계속 확대해 2013년에는 2115만달러를 수출할 계획이다.
농우바이오는 세계 10대 종자회사 진입을 목표로 남미와 아프리카 등지에도 현지법인 진출을 계획하고 있으며, 연구개발비 투자와 해외 홍보 등을 강화해 5년 안에 최소 100개국 이상으로 종자 수출을 확대해 나아갈 계획이다. 농우바이오는 2020년 종자수출 1억달러 달성을 통해 세계 10위 종자기업이 되겠다는 경영목표로, 자체 보유중인 5,000여점의 유전자원과 44년간 축적된 경험과 기술력을 바탕으로 다양한 신품종 개발 등을 통해 세계 50개국에 종자 수출 등 활발한 교역을 전개하고 있으며, 2020년까지 서남아시아·남아메리카·북아프리카 지역에도 현지법인과 연구소를 설립해 중남미와 유럽연합(EU) 등의 선진국 시장 진출을 위한 교두보를 확보해 나갈 계획이다. 이를 위해 우수한 연구인력과 연구시설을 확충하고, 현재 채소종자 외에 식량작물·화훼 등으로 확대해 나가고 있다.

## 연혁
- 1967년: 농우바이오 모태인 전진상회, 흥농농원 개업
- 1981년 10월 20일: 농우종묘사 설립(삼화육종회사 인수), 반월육종농장, 진도,하동 채종관리소 개설
- 1984년: 품질관리본부 건립
- 1987년: 서천 채종관리소 개설
- 1988년: 충주 채종관리소 개설
- 1990년 6월 5일: 농우종묘(주) 설립(법인전환)
- 1990년 7월 1일: 농우종묘(주) 영업개시
- 1993년: 품질관리본부를 안산에서 여주로 이전
- 1994년 4월 25일: 북경세농종묘(유) 중국 현지법인 설립
- 1995년 4월 19일: 관계회사 판-퍼시픽시드(주) 설립
- 1996년 6월 4일: 본사 이전, 관계회사 농우농자재(주) 설립
- 1997년 1월 22일: PT.KOREANA SEED INDONESIA 현지법인 설립
- 1998년: 농우농자재(주) 여주공장 준공
- 1999년: 생명공학연구소 설립(경기도 여주)
- 1999년 4월 22일: NONGWOO SEED AMERICA INC. 현지법인 설립
- 2000년: (주)농우바이오 사명 개칭
- 2002년 4월 2일: 주식 상장
- 2008년 4월 1일: NONGWOO SEED INDIA PVT. LTD 현지법인 설립
- 2008년 4월 16일: 관계회사 (주)농우그린텍→ 이농우(주)로 상호 변경
- 2009년 6월 4일: 북경세농국제무역유한공사 현지법인 설립
- 2010년 1월 1일: N.S.I 방갈로 연구소 개소
- 2010년 7월 26일: 농업회사법인 주식회사 농우바이오로 사명 변경
- 2012년 8월 24일: NONGWOO SEED MYANMAR PVT. LTD 현지법인 설립
- 2013년 5월 31일: 골드시드(Golden Seed)프로젝트, 월드 클래스(World Class)300 수행기관 선정
- 2014년 9월 4일: 농협경제지주 계열사 편입
- 2015년 6월 16일: 농우바이오 본사 이전 - 광교신사옥 준공
- 2017년 1월 18일: NONGWOO SEED TURKEY 현지법인 설림
- 2017년 6월 22일: (주)상림농업회사법인 인수
- 2018년 : 농우바이오-농협종묘 R&D기능 통합
- 2019년 3월 14일: 농우바이오-농협하나로유통 업무협약 체결
- 2019년 4월 1일: 농우바이오-농협공판장 업무협약 체결
- 2019년 5월 16일: 농우바이오-에프앤피 업무협약 체결
- 2019년 11월 4일 : 농우바이오-국립원예특작과학원 업무협약 체결
- 2019년 11월 21일: 팜한농 상토사업부문 인수
- 2025년 4월 4일: (주)NH농우바이오 사명 개칭